# جيسون سيغل
جيسون سيغيل جردون (ولد في 18 يناير 1980) هو ممثل أمريكي، كاتب سيناريو، ملحن، موسيقي.

## افلام
| عام  | عنوان                              | دور                 | ملاحظة |
| ---- | ---------------------------------- | ------------------- | --- |
| 1998 | Can't Hardly Wait                  | Watermelon Guy      | |
| 1998 | Dead Man on Campus                 | Kyle                | |
| 1998 | SLC Punk!                          | Mike                | |
| 1999 | New Jersey Turnpikes               | Unknown             | |
| 2001 | North Hollywood                    | Unknown             | TV Movie |
| 2002 | Slackers                           | Sam Schechter       | |
| 2003 | 11:14                              | Leon (Paramedic #1) | |
| 2003 | Certainly Not a Fairytale          | Leo                 | |
| 2004 | LolliLove                          | Jason               | |
| 2005 | The Good Humor Man                 | Smelly Bob          | |
| 2006 | Bye Bye Benjamin                   | Theodore Everest    | |
| 2006 | Tenacious D in The Pick of Destiny | Frat Boy            | Scenes deleted                                                                                                |
| 2007 | حبلت                               | Jason               | |
| 2008 | نسيان ساره مارشال                  | Peter Bretter       | Also Writer Nominated – جوائز إم تي في للأفلام for Best WTF Moment ‏                                           |
| 2009 | أحبك يا رجل                        | Sydney Fife         | |
| 2010 | أنا الحقير                         | Vector              | Voice only |
| 2010 | Get Him to the Greek               | N/A                 | Writer/Producer Only                                                                                          |
| 2010 | رحلات غاليفر                       | Horatio             | |
| 2010 | Todd vs. High School               | Himself             | [ 3 ] |
| 2011 | الدمى المتحركة                     | Gary                | Also Writer/Executive Producer Nominated – Georgia Film Critics Association Award for Best Adapted Screenplay |
| 2011 | أصدقاء مع امتيازات                 | Brice               | Uncredited |
| 2011 | معلمة سيئة                         | Russell Gettis      | [ 5 ] |
| 2011 | Jeff, Who Lives at Home            | Jeff                | [ 6 ] |
| 2012 | The Five-Year Engagement           | Tom                 | Post-production Also Writer/Executive Producer                                                                |
| 2012 | هذا هو سن الأربعين (فيلم)          | Jason               | Post-production                                                                                               |

## تلفزيون
| عام          | عنوان                          | دور               | ملاحظة                                                     |
| ------------ | ------------------------------ | ----------------- | ---------------------------------------------------------- |
| 1999–2000    | Freaks and Geeks               | Nick Andopolis ‏   | Main role, 18 episodes                                     |
| 2001–2002    | Undeclared                     | Eric              | Recurring role, 7 episodes                                 |
| 2004         | Harry Green and Eugene         | Eugene Green      | Unaired pilot                                              |
| 2004–2005    |                                | Neil Jansen       | Episode: "Mea Culpa" Episode: "Compulsion" Episode: "Iced" |
| 2005         | Alias                          | Sam Hauser        | Episode: "The Road Home"                                   |
| 2005–present | كيف قابلت أمكما                | Marshall Eriksen ‏ | Main role, 150 episodes                                    |
| 2009         | فاميلي غاي                     | Marshall Eriksen  | Episode: "Peter's Progress"                                |
| 2011         | ساترداي نايت لايف              | Himself, Host     | Episode: "Jason Segel/فلورنس اند ذا مشين"                  |
| 2011         | Take Two with Phineas and Ferb | Himself           | Episode: "Jason Segel"                                     |

## روابط خارجية
- جيسون سيغل على موقع IMDb (الإنجليزية)
- جيسون سيغل على موقع روتن توميتوز (الإنجليزية)
- جيسون سيغل على موقع مونزينجر (الألمانية)
- جيسون سيغل على موقع ألو سيني (الفرنسية)
- جيسون سيغل على موقع ميوزك برينز (الإنجليزية)
- جيسون سيغل على موقع تيرنر كلاسيك موفيز (الإنجليزية)
- جيسون سيغل على موقع أول موفي (الإنجليزية)
- جيسون سيغل على موقع بوكس أوفيس موجو (الإنجليزية)
- جيسون سيغل على موقع قاعدة بيانات الأفلام السويدية (السويدية)
- جيسون سيغل على موقع إن إن دي بي (الإنجليزية)